# Novamont
 (avril 2014).
Si vous disposez d'ouvrages ou d'articles de référence ou si vous connaissez des sites web de qualité traitant du thème abordé ici, merci de compléter l'article en donnant les références utiles à sa vérifiabilité et en les liant à la section « Notes et références ».
Novamont SpA est une entreprise italienne spécialiste mondiale en bioplastiques. Elle produit essentiellement un matériau thermoplastique biodégradable innovant : le Mater-Bi (it), utilisé dans tous les emballages, supports et contenants biodégradables et compostables.

## Historique
Novamont a pour origine l'École de science des matériaux Montedison créée en 1989 à l'initiative de grands chercheurs du géant privé de la chimie italienne de l'époque, le groupe Montedison.
- 1er septembre 1989 - Création de Fertec, Ferruzzi Recherche et Technologie, un regroupement des centres de R&D des sociétés du groupe Montedison - avec une forte tradition dans la chimie - avec ceux du groupe Ferruzzi, liés au domaine de l'agroalimentaire, dans le but de développer des produits chimiques à très faible impact environnemental en utilisant des matières premières d'origine agricole.
- 1989 - Lancement de la première montre biodégradable pour une campagne publicitaire de Walt Disney et du quotidien italien Il Messaggero.
- 1990 - Création de Novamont SpA, dont la mission est de développer et de commercialiser les produits Fertec.
- 1991 - Fertec est incorporé dans Novamont SpA.
- 1992 - Le stylo vert, fabriqué avec du Mater-Bi par la société Lecce Pen de Turin, est le stylo officiel du Sommet mondial de Rio. En septembre de la même année, en Allemagne, début de la production des sacs en Mater-Bi pour la collecte sélective des déchets.
- 1993 - Lancement de Grandosso, une ligne de produits pour animaux de compagnie à base de Mater-Bi produits par la société Ciuffogatto de Turin.
- 1994 - Les sacs en Mater-Bi sont choisis pour les systèmes de collecte sélective des déchets à Milan, Christiansen en Norvège et PolarGruppen.
- 1995 - Accord de collaboration dans la recherche avec Goodyear pour l'utilisation des produits biodégradables Novamont.
- 1996 - Les sociétés italiennes Investitori Associati, Banca Commerciale Italiana et la banque suisse UBS prennent le contrôle du capital de Novamont SpA.
- 1997 - Novamont rachète les brevets de l'américain Warner Lambert liés aux produits biodégradables en augmentant ainsi encore son portefeuille de brevets qui s'élève à 800. Novamont hérite de ce fait de la licence avec Enpac dans le domaine des loose filers (sacs de remplissage en vrac).
- 1998 - La société papetière Cartiera Lucchese lance pour la grande distribution l'Ecolucart, une ligne de produits de papier d'emballage recouverts d'un film de Mater-Bi.
- 1999 - Lancement de la première couche pour bébé recouverte d'un film en Mater-Bi par le suédois Naty. Premiers essais à grande échelle pour le film de paillage agricole.
- 2000 - Aux Jeux olympiques de Sydney, utilisation de produits de restauration en Mater-Bi et récupération pour le composter dans des sacs spéciaux en Mater-Bi. Novamont est invitée à présenter son innovation industrielle dans le pavillon de l'Italie de l'exposition de Hanovre.
- 2001 - Lancement du pneumatique Goodyear fabriqué grâce à la technologie Biotred qui utilise du biofiller en Mater-Bi. Les couches pour bébés et les emballages pour les produits alimentaires biologiques sont utilisés dans les magasins britanniques de Sainsbury et Tesco.
- 2002 - Lancement de Wave, une nouvelle technologie pour la production de mousse expansée en Mater-Bi.
- 2004 - Novamont rachète la technologie Eastar Bio de Eastman Chemical Company. Novamont obtient les certifications ISO 9001 et 14001 et le prix Frost & Sullivan pour l'innovation de ses produits.
- 2005 - Lancement de Pneo, un sac novateur en Mater-Bi possédant de grandes capacités respirantes.
- 2006 - Ouverture de la bioraffinerie Novamont de Terni.
- 2011 - Novamont intervient sur un site de production chimique en crise situé dans le Latium, pour la reconversion d'une usine à la production de polyesters biodégradables Origo-Bi, selon un procédé breveté Novamont.
- 2011 - Création de la société Matrica, une coentreprise entre Eni-Versalis SpA et Novamont SpA, dans le but de créer un pôle de chimie verte dans le site pétrochimique de Porto Torres en Sardaigne. Le site est destiné à devenir la première bioraffinerie de troisième génération intégrée dans le territoire au monde. Elle sera principalement destinée à la fabrication de produits chimiques en utilisant des technologies Novamont et des matières premières renouvelables pour la production de monomères bio, lubrifiants bio, biofillers, intermédiaires/additifs bio pour les élastomères et les bioplastiques.
- 2012 - Aux Jeux olympiques de Londres, tous les produits de restauration sont fabriqués avec du Mater-Bi.
- 2012 - Novamont, à travers sa filiale Mater-Biotech, rachète l'usine Bioitalia d'Adria dans la province de Rovigo, pour la reconvertir, en partenariat avec Genomatica, et devenir la première usine industrielle de production de butane-1,4-diol (BDO) à partir de sources renouvelables par un procédé de fermentation.
- 2012 - Novamont acquiert une branche de la société Tecnogen à Piana di Monte Verna, un centre de recherche en biotechnologie détenu par Sigma Tau Finanziaria SpA. L'objectif de Novamont est d'intégrer cet important savoir-faire italien dans le domaine des biotechnologies industrielles avec de nouveaux programmes de R&D, afin de développer de nouvelles filières nationales à partir des déchets agricoles pour la production de matières premières et de produits chimiques intermédiaires.
- 2013 - À l'occasion des Journées mondiales de la jeunesse, en juillet 2013 à Rio de Janeiro, Novamont, en partenariat avec le ministère italien de l'Environnement et l'université pontificale catholique de Rio, a développé un projet expérimental visant à limiter l'impact sur l'environnement de la production de déchets produits par les jeunes qui se rendront sur le campus, avec l'utilisation exclue de vaisselle jetable compostable en Mater-Bi.

## Unités
Les sites de R&D ainsi que la production sont tous implantés en Italie.
- Novare : siège social, R&D et unité pilote :
  - synthèse de monomères, de polymères, rhéologie, caractérisation physico-chimique, technologie de la transformation de matéraux plastiques, biodégradation, chimie des huiles végétales et des carbohydratés, biotechnologies appliquées, écologie des produits, empreinte écologique ;
- Piana di Monte Verna : centre de recherche, plateforme des biotechnologies.

### Filiales
- Mater-Biotech SpA à Adria : biotechnologies - 1re usine au monde à produire du butandiole (BDO) à partir de sources renouvelables,
- Matrica SpA : J-V avec Eni Versalis SpA (50/50) initiateur du programme chimie verte à Porto Torres, le site le plus important d'Europe de chimie verte avec une bioraffinerie à filière intégrée,
- Sincro Srl : J-V avec l'association agricole Coldiretti pour développer des productions de produits chimiques intermédiaires à partir de sources renouvelables.
- Mater-biopolymer : rachat en mars 2014 de 78 % des parts - Usine de Patrica production de PET sur brevets Novamont, de bioplastiques et de la gamme de^polyesters Origo-Bi.

### Création de Matrica
La chimie verte consiste à rendre l'industrie chimique, plus efficace dans le plus profond respect de l'environnement en ayant confiance dans l'avenir. Versalis s'est engagé dans la recherche et l'innovation pour préserver les ressources naturelles de la planète et la qualité de vie de ses habitants. 
Pour atteindre ces objectifs, Novamont associé à Eni Versalis SpA, a construit une nouvelle usine à Porto Torres en Sardaigne, le plus grand pôle intégré de la chimie verte au monde. Il représente le nouveau modèle économique qui implique l'industrie, l'agriculture et l'environnement.